# エスニコス・アステラスFC
エスニコス・アステラスFC（ギリシア語: Εθνικός Αστέρας Γ.Α.Ο., 英語: Ethnikos Asteras Football Club）は、ギリシャのアテネ・ケサリアニをホームタウンとしていたサッカークラブである。

## 歴史
ケサリアニのエスニコスFCとアステラスFCが合併し1927年にエスニコス・アスティルFCとして創設された。
1998-99シーズンから2001-02シーズンまでアルファ・エスニキに参加した。

## 歴代所属選手
- ステリオス・ギアンナコプーロス 1992-1993
- ステヴァン・ストヤノヴィッチ 1999-2000
- ダニエル・エドゥセイ 2001-2002
- ドラガン・デュカノヴィッチ 2002-2003
- ラフィク・ジェブール 2005-2006
- ヨゼフ・ガスパル 2008-2009